# ألبرت يندلي لي
ألبرت يندلي لي (بالإنجليزية: Albert Lindley Lee)‏ هو ضابط أمريكي، ولد في 16 يناير 1834 في فولتون في الولايات المتحدة، وتوفي في 13 ديسمبر 1907 في نيويورك في الولايات المتحدة.